# ياكوب ماريكزكو
ياكوب ماريكزكو (بالبولندية: Jakub Mareczko)‏ مواليد 30 أبريل 1994 في بولندا، هو دراج إيطالي في صنف سباق الدراجات على الطريق.

## سباقات أو مراحل فاز بها
| التاريخ        | السباق                                          | المركز                  |
| -------------- | ----------------------------------------------- | ----------------------- |
| 01 يناير 2015  | طواف آسيا للدراجات 2015                         |                         |
| 08 نوفمبر 2015 | طواف بحيرة تايهو 2015                           | الفائز في التصنيف العام |
| 01 مايو 2016   | طواف تركيا 2016                                 | الثامن في تصنيف النقاط  |
| 30 يوليو 2016  | طواف بحيرة تشينغهاى 2016                        | السادس في تصنيف النقاط  |
| 13 أكتوبر 2016 | سباق الطريق لأقل من 23 سنة في بطولة العالم 2016 |                         |
| 02 نوفمبر 2016 | Tour of Yancheng Coastal Wetlands 2016          | الفائز في التصنيف العام |
| 01 يناير 2017  | طواف آسيا للدراجات 2017                         |                         |
| 17 أكتوبر 2017 | طواف بحيرة تايهو 2017                           | الفائز في التصنيف العام |
| 05 نوفمبر 2017 | طواف هاينان 2017                                | الأول في تصنيف النقاط   |
| 27 يناير 2018  | طواف الشارقة 2018                               | الأول في تصنيف النقاط   |
| 15 أبريل 2018  | طواف المغرب 2018                                | الأول في تصنيف النقاط   |
| 25 يوليو 2019  | 2019 Grand Prix Cerami                          |                         |
| 02 سبتمبر 2020 | طواف المجر 2020                                 | الأول في تصنيف النقاط   |
| 03 مارس 2021   | تروفيج أوماغ 2021                               | الفائز في التصنيف العام |
| 13 فبراير 2022 | طواف أنطاليا 2022                               | الأول في تصنيف النقاط   |
| 05 مايو 2024   | 2024 Circuito del Porto-Trofeo Arvedi           | الفائز في التصنيف العام |

## روابط خارجية
- ياكوب ماريكزكو على موقع الاتحاد الدولي للدراجات (الإنجليزية)
- ياكوب ماريكزكو على موقع أرشيف الدراجات (الإنجليزية)
- ياكوب ماريكزكو على موقع إحصائيات الدراجات الإحترافية (الإنجليزية)
- ياكوب ماريكزكو على موقع نسبة الدراجات (الإنجليزية)
- ياكوب ماريكزكو على موقع CycleBase (الإنجليزية)